# Episodi de Lo show di Patrick Stella (prima stagione)
La prima stagione della serie televisiva Lo Show Di Patrick Stella è andata in onda negli Stati Uniti d'America dal 9 luglio 2021. In Italia la stagione va in onda dal 13 dicembre 2021.
| nº | Titolo originale                  | Titolo italiano                       | Prima TV USA     | Prima TV Italia   |
| -- | --------------------------------- | ------------------------------------- | ---------------- | ----------------- |
| 1  | Late for Breakfast                | In ritardo per la colazione           | 9 luglio 2021    | 13 dicembre 2021  |
| 1  | Bummer Jobs                       | Cercasi lavoro                        | 9 luglio 2021    | 13 dicembre 2021  |
| 2  | Stair Wars                        | La guerra delle scale                 | 23 luglio 2021   | 14 dicembre 2021  |
| 2  | Enemies à la Mode                 | I nemici della famiglia Stella        | 23 luglio 2021   | 14 dicembre 2021  |
| 3  | Pat-a-thon                        | Pat-a-thon                            | 16 luglio 2021   | 15 dicembre 2021  |
| 3  | Lost in Couch                     | Perso nel divano                      | 16 luglio 2021   | 15 dicembre 2021  |
| 4  | The Yard Sale                     | La svendita                           | 19 novembre 2021 | 16 dicembre 2021  |
| 5  | Squidina's Little Helper          | L'aiutante di Squidina                | 6 agosto 2021    | 17 dicembre 2021  |
| 5  | I Smell a Pat                     | Caccia alla puzza                     | 13 agosto 2021   | 17 dicembre 2021  |
| 6  | Gas Station Vacation              | Vacanza alla stazione di servizio     | 29 ottobre 2021  | 20 dicembre 2021  |
| 6  | Bunny the Barbarian               | Bunny e i barbari                     | 5 novembre 2021  | 20 dicembre 2021  |
| 7  | The Haunting of Star House        | La casa infestata                     | 30 luglio 2021   | 21 dicembre 2021  |
| 7  | Who's a Big Boy?                  | Chi è un ragazzone?                   | 4 marzo 2022     | 21 dicembre 2021  |
| 8  | Terror at 20,000 Leagues          | Terrore negli abissi                  | 22 ottobre 2021  | 22 dicembre 2021  |
| 9  | To Dad and Back                   | Viaggio dentro papà                   | 18 marzo 2022    | 2 maggio 2022     |
| 9  | Survivoring                       | La gara di sopravvivenza              | 25 marzo 2022    | 2 maggio 2022     |
| 10 | Just in Time for Christmas        | Giusto in tempo per Natale            | 3 dicembre 2021  | 3 maggio 2022     |
| 10 | Klopnodian Heritage Festival      | Il festival dei Klopnodiani           | 11 marzo 2022    | 3 maggio 2022     |
| 11 | X Marks the Pot                   | Il nascondiglio                       | 1º aprile 2022   | 4 maggio 2022     |
| 11 | Patrick's Alley                   | I babysitter                          | 15 aprile 2022   | 4 maggio 2022     |
| 12 | Pearl Wants to Be a Star          | Perla vuole essere una stella         | 22 aprile 2022   | 5 maggio 2022     |
| 12 | Super Sitters                     | Super-Sitter                          | 9 aprile 2023    | 5 maggio 2022     |
| 13 | Nitwit Neighborhood News          | Il notiziario di casa stella          | 22 luglio 2022   | 6 maggio 2022     |
| 13 | Mid-Season Finale                 | Il finale di metà stagione            | 22 luglio 2022   | 6 maggio 2022     |
| 14 | Shrinking Stars                   | Piccole stelle                        | 13 gennaio 2023  | 19 maggio 2023    |
| 14 | FitzPatrick                       | FitzPatrick                           | 10 aprile 2023   | 19 maggio 2023    |
| 15 | Uncredible Journey                | Un viaggio incredibile                | 10 febbraio 2023 | 19 maggio 2023    |
| 15 | Host-a-Palooza                    | Un sostituto per Patrick              | 17 febbraio 2023 | 19 maggio 2023    |
| 16 | Backpay Payback                   | Debiti di famiglia                    | 24 febbraio 2023 | 19 maggio 2023    |
| 16 | House Hunting                     | Casa in fuga                          | 2 marzo 2023     | 19 maggio 2023    |
| 17 | The Drooling Fool                 | Patrick lo sbavone                    | 11 aprile 2023   | 26 maggio 2023    |
| 17 | Patrick's Got an Alien Zoo Loose  | Patrick e gli animali alieni          | 12 aprile 2023   | 26 maggio 2023    |
| 18 | The Patterfly Effect              | Questione di tempo                    | 17 aprile 2023   | 26 maggio 2023    |
| 18 | A Space Affair to Remember        | Un anniversario spaziale              | 18 aprile 2023   | 26 maggio 2023    |
| 19 | Home Ecch                         | Economia domestica                    | 19 aprile 2023   | 26 maggio 2023    |
| 19 | Fun & Done!                       | Fantasia sfrenata                     | 20 aprile 2023   | 26 maggio 2023    |
| 20 | The Lil' Patscals                 | Monelli del passato                   | 24 aprile 2023   | 2 giugno 2023     |
| 20 | The Prehistoric Patrick Star Show | Il preistorico show di Patrick Stella | 25 aprile 2023   | 2 giugno 2023     |
| 21 | The Patrick Show Sells Out        | Gli sponsor dello show                | 26 aprile 2023   | 2 giugno 2023     |
| 21 | Neptune's Ball                    | Il ballo di Re Nettuno                | 27 aprile 2023   | 2 giugno 2023     |
| 22 | Dad's Stache Stash                | I baffi di Patrick                    | 1 maggio 2023    | 29 settembre 2023 |
| 22 | A Root Galoot                     | La radice dell'imbroglio              | 2 maggio 2023    | 29 settembre 2023 |
| 23 | The Starry Awards                 | I premi stellati                      | 3 maggio 2023    | 29 settembre 2023 |
| 23 | Blorpsgiving                      | Festa in famiglia                     | 4 maggio 2023    | 29 settembre 2023 |
| 24 | Stuntin                           | Lo Stuntman                           | 3 luglio 2023    | 6 ottobre 2023    |
| 24 | Olly Olly Organ Free              | Organi in libertà                     | 4 luglio 2023    | 6 ottobre 2023    |
| 25 | Which Witch is Which?             | Magia di famiglia                     | 5 luglio 2023    | 6 ottobre 2023    |
| 25 | Get Off My Lawnie                 | Lo show di Nonna Tentacolo            | 6 luglio 2023    | 6 ottobre 2023    |
| 26 | Bubble Bass Reviews               | Le recensioni di Bubble Bass          | 24 luglio 2023   | 6 ottobre 2023    |
| 26 | Patrick's Prison Pals             | Gli amici di prigione di Patrick      | 25 luglio 2023   | 6 ottobre 2023    |